# ياكوب سلوفيك
ياكوب سلوفيك (مواليد 31 أغسطس 1991) هو لاعب كرة قدم بولندي.

## وصلات خارجية
- ياكوب سلوفيك على موقع اتحاد تركيا (لاعب) (الإنجليزية)
- ياكوب سلوفيك على موقع رابطة كرة القدم اليابانية للمحترفين (اليابانية)
- ياكوب سلوفيك على موقع إي إس بي إن إف سي (الإنجليزية)
- ياكوب سلوفيك على موقع قاعدة بيانات كرة القدم.إي يو (الإنجليزية)
- ياكوب سلوفيك على موقع ناشيونال فوتبول تيمز (الإنجليزية)
- ياكوب سلوفيك على موقع Soccerbase.com (لاعب) (الإنجليزية)
- ياكوب سلوفيك على موقع Soccerway.com (الإنجليزية)
- ياكوب سلوفيك على موقع عالم كرة القدم.نت (الإنجليزية)